# Tumult de Bender
El Tumult de Bender (suec Kalabaliken i Bender) fa referència a un xoc entre tropes otomanes i el seguici de Carles XII de Suècia ocorregut entre el 31 de gener i l'1 de febrer de 1713 a Bender, a l'actual Moldàvia.

## Antecedents
Carles XII escapà el 1709, després de la derrota a la batalla de Poltava, amb les restes del seu exèrcit creuant el Pruth i rebent asil del Sultà Otomà. Carles XII aconseguí que els otomans ataquessin els russos, amb la voluntat d'obrir un altre front europeu i debilitar les forces russes al Bàltic. Després de les derrotes de Pere el Gran a la campanya del Pruth ambdós bàndols firmaren la pau, quedant altre cop Suècia sola en la guerra. Les probabilitats d'un nou conflicte armat entre otomans i russos eren elevades, per aquest motiu Carles XII no retornà a Suècia per intentar convèncer el Sultà d'atacar el Tsar. A partir de 1713 les possibilitats de guerra entorn el mar Negre eren molt remotes, perquè l'exèrcit suec a la Pomerània sueca a les ordres del General Magnus Stenbock havia signat una treva a nivell local amb els exèrcits russos, saxons i danesos, dificultant així el retorn de Carles al teatre d'operacions bàltic.
Carles XII es negà a abandonar Bender, davant del perill de ser capturat pels russos, davant d'això el Sultà Ahmet III decretà el 14 de gener de 1713 l'expulsió forçosa de Carles XII. El 31 de gener Carles XII rep l'ordre de marxar del Sultà, però es nega a abandonar la ciutat. La victòria sueca a la batalla de Gadebusch feu veure la viabilitat de la política exterior sueca al Sultà, i ordenà que no s'utilitzés obertament la violència contra el monarca. Les ordres arribaren massa tard, i els caps otomans es prepararen per assaltar el campament suec en cas que es neguessin a marxar.

## Batalla
En veure acostar-se els 10.000 soldats turcs i tàrtars les tropes poloneses i cosaques abandonaren els suecs. Carles XII només podia comptar amb 42 suecs per defensar-se. Els defensors havien fortificat la residència reial construint 6 reductes en forma de fletxa entorn d'ella. Carles XII va tenir un paper molt actiu en la defensa arribant a lluitar en primera línia. Els turcs hagueren d'incendiar la casa per forçar la rendició sueca.

## Llista de defensors suecs
- Rei Carles XII
- General Axel Sparre
- Guardià Reial Karl Carperlan
- Guardià Reial Axel Erik Roos
- Guardià Reial Jobst Henrik von Tschammer
- Guardià Reial Mathias Wolhberg
- Camerlenc Gustaf Clysendorff †
- Freiherr Johan von Palmenberg †
- Secretari Reial Karl Didrich Ehrenpreuss
- Servent Reial Fredrik Krus †
- Coronel Cyprianus Urbanowicz (Exèrcit Polonès)
- Tinent Olof Åberg
- Sargent Karl Magnus Krusell
- Oficial d'artilleria Mårten Paulsson
- Soldat de cavalleria Jon Berg
- Soldat de cavalleria Michael Bonde
- Soldat de cavalleria Peter Gädda
- Soldat de cavalleria Mårten Frimodig
- Soldat de cavalleria Olof Kjerström
- Soldat de cavalleria Måns Palm
- Soldat de cavalleria Johan Tiugstedt
- Dragó Nils Nordstrand
- Caporal Eric Tillberg
- Soldat ras Henrik Baur
- Soldat ras Bertil Block
- Soldat ras Eric Brun
- Soldat ras Pehr Carlsson
- Soldat ras Per Eneroth
- Soldat ras Adam Flink
- Soldat ras Lars Frimodig
- Soldat ras Anders Frisk
- Soldat ras Peter Holm
- Soldat ras Georg Ludvig
- Soldat ras Fabian Meiss
- Soldat ras Jacob Mårtensson
- Soldat ras Eric Sadman
- Soldat ras Georg Sehman
- Soldat ras Johan Smitt
- Soldat ras Georg Spring
- Soldat ras Georg Sånge
- Soldat ras Sefre Winter
- Mariner Olof Bohm
- Xef d'Axel Sparre (nom desconegut) †

## Conseqüències
Carles XII fou capturar, juntament amb els altres defensors, tot i que després fou alliberat per ordre personal del Sultà, arran de la victòria sueca a la batalla de Gadebusch.